# نادی‌شاپ
نادْیْ‌‌شاپ (به مجاری:  Nagysáp) یک شهرداری در مجارستان است که در ناحیه استرگوم واقع شده‌است. نادی‌شاپ ۲۴٫۷۷ کیلومتر مربع مساحت و ۱٬۵۴۱ نفر جمعیت دارد.